# Episodi de L'albero delle mele (prima stagione)
La prima stagione della sitcom L'albero delle mele è stata trasmessa negli Stati Uniti dal 24 agosto 1979 all'11 giugno 1980. Il cast principale è composto dalla signora Garrett, dal signor Bradley, dalla signorina Mahoney e da sette studentesse. Il personaggio di Jenny O'Hara viene accantonato dopo il quarto episodio.
| N° | Titolo originale                | Titolo italiano               | Prima TV USA      | Prima TV Italia  |
| -- | ------------------------------- | ----------------------------- | ----------------- | ---------------- |
| 1  | Rough Housing                   | La scuola delle ragazze       | 24 agosto 1979    | 28 febbraio 1983 |
| 2  | Like Mother, Like Daughter      | Tale madre, tale figlia       | 31 agosto 1979    | 1 marzo 1983     |
| 3  | The Return of Mr. Garrett       | Il ritorno del signor Garrett | 7 settembre 1979  | 2 marzo 1983     |
| 4  | I.Q.                            | Quoziente intellettivo        | 14 settembre 1979 | 3 marzo 1983     |
| 5  | Overachieving                   | Il padre di Tootie            | 12 marzo 1980     | 4 marzo 1983     |
| 6  | Emily Dickinson                 | Gli imbrogli di Blair         | 14 marzo 1980     | 7 marzo 1983     |
| 7  | Dieting                         | Una dieta pericolosa          | 21 marzo 1980     | 8 marzo 1983     |
| 8  | The Facts of Love/Sex Education | L'albero dell'amore           | 4 aprile 1980     | 9 marzo 1983     |
| 9  | Flash Flood                     | Quando piove sul bagnato      | 11 aprile 1980    | 10 marzo 1983    |
| 10 | Adoption                        | Adozione                      | 25 aprile 1980    | 11 marzo 1983    |
| 11 | Running                         | Correre                       | 2 maggio 1980     | 14 marzo 1983    |
| 12 | Molly's Holiday                 | La vacanza di Molly           | 4 giugno 1980     | 15 marzo 1983    |
| 13 | Dope                            | Droga                         | 11 giugno 1980    | 16 marzo 1983    |

## La scuola delle ragazze
- Titolo originale: Rough Housing
- Diretto da: Nick Havinga
- Scritto da: Brad Rider e Glenn Padnick

### Trama
I Drummond vanno a fare visita alla signora Edna Garrett, loro vecchia governante e ora istitutrice all'Eastland School. Durante i preparativi per la Fiera del Raccolto, Blair rimprovera Cindy di non essere abbastanza femminile e addirittura insinua che la ragazza sia lesbica. Cindy decide di non partecipare alla gara fino a quando la signora Garrett non la aiuta a migliorare la sua immagine.
- Guest stars: Conrad Bain (Philip Drummond), Gary Coleman (Arnold Jackson), Todd Bridges (Willis Jackson) e Dana Plato (Kimberly Drummond).

## Tale madre, tale figlia
- Titolo originale: Like Mother, Like Daughter
- Diretto da: Jim Drake
- Scritto da: Jerry Mayer

### Trama
Monica Warner, la madre di Blair, arriva a Eastland per la Notte dei Genitori e cattura l'attenzione del signor Bradley. La signora Garrett viene a sapere che la donna ha una relazione con un uomo sposato.
- Guest stars: Pam Huntington (Monica Warner) e Donald May (Justin Branch).

## Il ritorno del signor Garrett
- Titolo originale: The Return of Mr. Garrett
- Diretto da: Jim Drake
- Scritto da: Martin A. Ragaway

### Trama
La signora Garrett accetta la proposta del suo ex marito di tornare insieme ma cambia idea dopo aver scoperto che l'uomo ha insegnato alle ragazze a giocare a poker.
- Guest star: Robert Alda (Robert Garrett).

## Quoziente intellettivo
- Titolo originale: I.Q.
- Diretto da: Jim Drake
- Scritto da: Jane Gould e Shelly Landau

### Trama
Nancy e Sue Ann non sono soddisfatte dei risultati ottenuti al test del quoziente intellettivo. Nel frattempo, la signora Garrett prende lezioni di volo.

## Il padre di Tootie
- Titolo originale: Overachieving
- Diretto da: Lee Lochhead
- Scritto da: Jerry Mayer

### Trama
Il padre di Tootie pensa che l'influenza della signora Garrett sulla figlia non sia benefica poiché la ragazza aspira ad aprire un salone di bellezza.
- Guest star: Robert Hooks (Harrison Ramsey).

## Gli imbrogli di Blair
- Titolo originale: Emily Dickinson
- Diretto da: John Bowab
- Scritto da: Stan Dreben

### Trama
Blair si pente di aver copiato una poesia di Emily Dickinson dopo che il signor Bradley l'ha presentata a un concorso e ha vinto il terzo premio.
- Guest star: Duane Ladage (Jason).

## Una dieta pericolosa
- Titolo originale: Dieting
- Diretto da: John Bowab
- Scritto da: Martin A. Ragaway

### Trama
Sue Ann decide di seguire una dieta ferrea dopo aver sentito da Blair che non potrà mai impressionare un ragazzo a causa del suo peso. Anche la signora Garrett è determinata a dimagrire.
- Guest star: Greg Bradford (Steve).

## L'albero dell'amore
- Titolo originale: The Facts of Love
- Diretto da: John Bowab
- Scritto da: Rowland Barber e Jerry Mayer

### Trama
Con grande disapprovazione del signor Bradley, la signora Garrett tiene una lezione di educazione sessuale. Nel frattempo, Blair passa un brutto momento con un ragazzo.
- Guest star: Greg Bradford (Steve).

## Quando piove sul bagnato
- Titolo originale: Flash Flood
- Diretto da: John Bowab
- Scritto da: Jerry Mayer

### Trama
Un brutto temporale si abbatte su Peekskill e Blair e Tootie cercano di proteggere gli animali nella stalla. Quando il signor Bradley ritrova le ragazze, Blair si innamora di lui.
- Guest stars: Vincent Bufano (Agente) e Bern Bennett (Giornalista).

## Adozione
- Titolo originale: Adoption
- Diretto da: Asaad Kelada
- Scritto da: Migdia Chinea Varela

### Trama
Le ragazze devono realizzare il loro albero genealogico ma Natalie non vuole poiché è stata adottata. Blair, mossa da buone intenzioni, cerca di rintracciare la madre biologica della compagna.

## Correre
- Titolo originale: Running
- Diretto da: John Bowab
- Scritto da: Warren Murray

### Trama
Una gara di atletica organizzata dal signor Bradley rischia di rovinare il rapporto tra Sue Ann e Cindy.

## La vacanza di Molly
- Titolo originale: Molly's Holiday
- Diretto da: Gary Shimokawa
- Scritto da: Albert Lewin e Skip Usen

### Trama
Molly scopre che i suoi genitori stanno divorziando e si rifiuta di parlare con suo padre. Soltanto con l'aiuto della signora Garrett e di Blair, la ragazza riuscirà ad accettare la nuova situazione familiare.
- Guest stars: William Bogert (Signor Parker) e Lee Crawford (Angela).

## Droga
- Titolo originale: Dope
- Diretto da: John Bowab
- Scritto da: Jerry Mayer

### Trama
Blair e Sue Ann entrano a far parte di un gruppo i cui membri sono fumatori di marijuana. Nel frattempo, la signora Garrett, Tootie e Natalie scoprono cosa avviene all'interno della confraternita.
- Guest stars: Hilary Horan (Tumpy) ed Helen Hunt (Emily).